# 幽默理論
幽默理论解释什么是幽默以及幽默在社会上的功能。在解释幽默的流行理论中，其中有心理学理论，當中绝大多数认为幽默是健康的行为。有些精神理论认为幽默是一个莫名其妙的谜，猶如神秘主義。尽管可以找到各种经典的幽默理论，但在当代学术文献中，三种幽默理论不断出现：救济理论、优越理论和不协调论。在目前的幽默研究人员中，关于这三种幽默理论中哪一种最可行尚无共识。每个人最初都声称他们的理论能够解释所有幽默案例。但是，他们都承认，尽管每种理论都涵盖其自身的关注领域，但是许多幽默实例都可同時用一种以上的理论来解释。例如，不一致理論和优越理论都具備了共同创造幽默的因素，並且能互相遞補。

## 調劑理论
調劑理论认为，幽默是一种體內平衡，通过这种机制可以减轻心理压力。因此，幽默可以有助于减轻由恐惧引起的紧张感。 根据調劑理论，幽默是神经能量所释放的结果。此理论還認為，幽默主要用于克服社会文化障碍并揭示压抑的欲望。据說，这也是我们在挠痒且會產生笑的原因，这是由于随着幽默的人而产生的紧张感。 根据赫伯特·斯宾塞的說法，幽默是一种“经济现象”，其作用是調劑因错误或错误的期望而產生的“壓力”。后一种观点也得到了西格蒙德·弗洛伊德的支持。

## 优越理论
幽默的优越性理论可以追溯到柏拉图和亚里斯多德，以及托马斯·霍布斯的《利维坦》。普遍的想法是，一个人嘲笑他人的不幸，因为这些不幸在他人缺点下證實了他的优越性。 柏拉图引述苏格拉底说，這些特征表现出了自我愚昧。根據亚里士多德，我们嘲笑劣等或丑陋的人，是因为我们对自己的优越感感到高兴。 优越感通常是基于群体的不足或与社会内部规范的偏离。

## 不協調理论

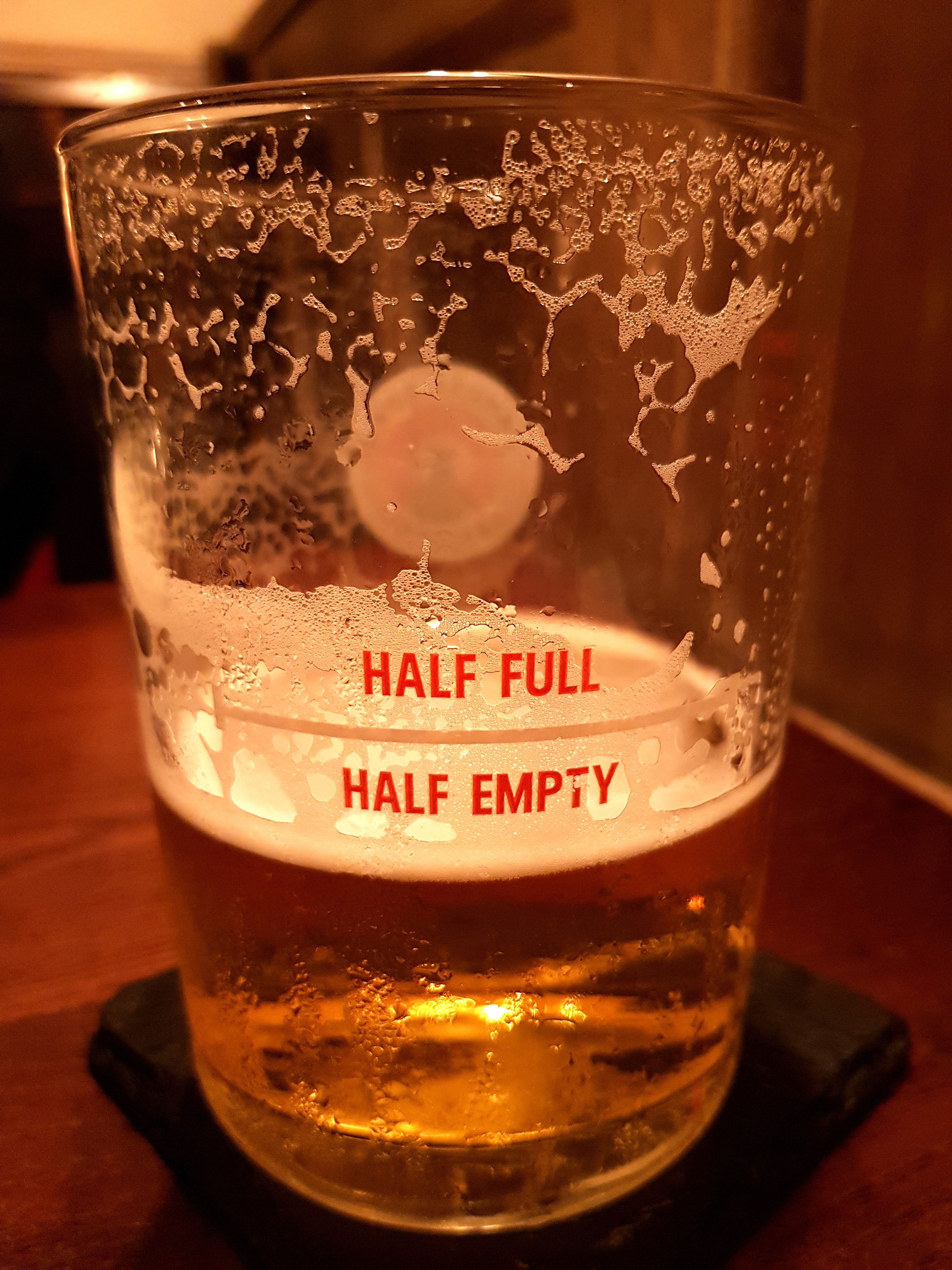
卡姆登镇啤酒厂（伦敦）制造的啤酒杯。啤酒在玻璃杯下方有实际存在，但卻刻有“半空”字样，在两个文字之间产生了碰撞。这种不一致会在实现时产生幽默效果。

不协调理论指出，在某种情况下所涉及的概念与认为与该概念有某种关系和真实对象之间產生不协调时，就会產生幽默。
由于该理论的重点不是本身的不一致性，而是其真實和概念（即将所讨论的对象置于真实关系中），因此通常称为不一致性理论。
弗朗西斯·哈钦森在《幽默中的思想 ,1725年》中表达了什么是幽默，该思想成为幽默发展理论中的一个关键概念：幽默是对不協調感的回應。 阿瑟·叔本华写道，感知到不一致是在概念与它所代表的真實对象之間出現不協調。黑格爾幾乎持完全相同的觀點，但將這個概念視為“外觀”，並認為幽默會完全否定這種外觀。 
第一位發表不一致理论為苏格兰诗人比蒂。 然而，不协调理论最著名的版本是康德，他對幽默描述作“一种期望突然变成了虚无”。亨利·柏格森則试图通过将不一致性简化为“活着的”和“机械的”對比来完善它。
在伯格森这样的不协调理論仍在流行期間，人们常常对幽默观点转变的理论进行争论，例如约翰·莫雷尔和罗伯特·拉塔之间的幽默研究系列的辩论。莫雷尔提出了大多数同时存在的不協調理論 ，而拉达则侧重于由突然解决某种问题而产生的“认知转变”。
幽默经常包含意料之外的、常常是突然的视角转变，这讓不一致理论得到支持。拉塔和布莱恩·博伊德为这一观点辩护。 博伊德認為這種轉變是從認真到發揮，幾乎所有事物都可能成為扭曲的對象，這正是人類創造力的靈感（尤其是科學和藝術），這種轉變是由“結構映射”（Koestler稱為“ 二元化”）創造新的含義而產生的。 亚瑟·科斯特勒认为，当建立两个不同概念并在它们之间产生碰撞时，就会产生幽默。

## 其他理論

### 幽默感，严肃感
一个人必须具有幽默感和严肃感，以区别看待事情。当幽默被用来表达观点时，則需要一种更加敏锐的感觉。 心理学家研究了如何利用幽默表達具有严肃性的事情，就像宫廷小丑通过幽默传达严肃的信息一样。相反，当不打算认真对待幽默时，幽默中的不良品味可能会越过界線，儘管不是故意的，但还是要认真对待，甚至應該停止。

### 善意理论
善意理论（BVT）由研究人员A. Peter McGraw和Caleb Warren研究得出。BVT整合了完全不同的幽默理论，得出满足以下三个条件时就会发生幽默：1）某种事物違反着人们对世界“本应如何”的感觉，2）威胁形势是善意的，并且3）一个人看到了两者同时解释。 
从进化的角度来看，幽默很可能起源于感到明显的身体威胁，例如在比赛中表现出来的威胁。随着人类的发展，引起幽默的情况可能从身体威胁扩大到其他的侵犯，包括侵犯个人尊严（例如打闹，戏弄）、语言规范（例如双关语，不正当行为）、社会规范（例如奇怪的行为，过度的笑话）、甚至道德规范（例如不敬的行为）。BVT建议，只要意識到威胁局势是善意的、任何威胁到人们对世界“本来应该如何”的感觉事物都是幽默的。
幽默还有多种方法，麦格劳和沃伦在道德行为领域检验了三种情况：表明某件事是错误的、另一项表明它是善意的、当一个人在心理上远离违反道德行为或仅仅虚弱地遵守行为时，而這種違反道德行为也是屬於善意的。
例如，麦格劳（McGraw）和沃伦（Warren）发现，人們在读到一所教堂在招募新成員並且該宣傳是可笑时，都非常反感。然而，很多人也同时感到好笑。這与BVT一致，参與教堂的人比没有参加教堂的人发笑的可能性較低，因為上教堂的人更多地相信教堂是神圣的，因此，他们认为取笑教堂的行为是善意的可能性较小。

## 參看
- 社會學
- 幽默
- 笑話